# Szörnyek az űrlények ellen (televíziós sorozat)
A Szörnyek az űrlények ellen (eredeti cím: Monsters vs. Aliens) amerikai televíziós 3D-s számítógépes animációs sorozat, amely az azonos című 2009-es film eseményei után játszódik. B.O.B., Hiányzó Láncszem (The Missing Link), Dr. Csótány (Dr. Cockroach) és a szó szerint ragyogó nő, Drabália (Ginormica) új világba költöznek, miközben a filmből már jól ismert űrlényekkel dolgoznak továbbra is. A műsor nem volt túl hosszú életű, a film sikere ellenére sem. Egy évadot élt meg 26 epizóddal. 2013. március 23-tól 2014. február 8-ig ment a sorozat. Amerikában a Nickelodeon adta, Magyarországon még nem mutatták be a magyar változatát. 

## Szereplők
| Szereplő                                 | Eredeti hang             |
| ---------------------------------------- | ------------------------ |
| Susan Murphy                             | Riki Lindhome            |
| BOB                                      | Eric Edelstein           |
| Dr. Csótány                              | Chris O’Dowd             |
| A hiányzó láncszem                       | Diedrich Bader           |
| Hathaway elnök                           | James Patrick Stuart     |
| Coverton                                 | Jeff Bennett             |
| Sta'abi                                  | Gillian Jacobs           |
| Zombi Holdmajom                          | Dee Bradley Baker        |
| Miss Klangpopper                         | Jane Carr                |
| Smarty                                   | Lucas Cruikshank         |
| Akadémikus Dr. Csótány Parti Dr. Csótány | Robin Atkin Downes       |
| Ember-Bestia                             | Will Friedle             |
| Internet                                 | Josh Gad                 |
| Derek Dietl                              | Nolan North              |
| Warren Mongler tábornok                  | Kevin Michael Richardson |
| Jace Lovins                              | Joey Richter             |
| Dr. Vágó                                 | Amy Sedaris              |
| Vornicarn                                | Fred Tatasciore          |
| Sqweep                                   | Haley Tju                |
| Szabály-Bot                              | James Urbaniak           |
| Baba Elnök                               | Kari Wahlgern            |
| Oktatási Idegen Eszköz                   | April Winchell           |

## Epizódok

### Évados áttekintés
| Évad | Évad | Epizódok | Eredeti sugárzás  | Eredeti sugárzás |
| Évad | Évad | Epizódok | Évadpremier       | Évadfinálé       |
| ---- | ---- | -------- | ----------------- | ---------------- |
|      | 1    | 26       | 2013. március 23. | 2014. február 8. |

### 1. évad
| #   | Eredeti cím                            | Írta                           | Rendezte                     | Eredeti premier      |
| --- | -------------------------------------- | ------------------------------ | ---------------------------- | -------------------- |
| 1.  | Welcome to Area Fifty-Something        | Jim Schumann & Eddie Trigueros | Bill Motz & Bob Roth         | 2013. március 23.    |
| 2.  | Danger Wears a Diaper                  | Matt Engstorm                  | Kim Duran                    | 2013. április 13.    |
| 2.  | The Toy From Another World             | Sunil Hall                     | Brandon Sawyer               | 2013. április 13.    |
| 3.  | The Bath Effect                        | Eddie Trigueros                | Gabriel Garza                | 2013. április 20.    |
| 3.  | The Fruit of All Evil                  | Matt Engstorm                  | Bill Motz & Bob Roth         | 2013. április 20.    |
| 4.  | Frenemy Mine                           | Matt Engstrom                  | Gabriel Garza                | 2013. április 27.    |
| 4.  | Maximum B.O.B.                         | Sunil Hall                     | David Tischman               | 2013. április 27.    |
| 5.  | It Came... on a Field Trip             | Sunil Hall                     | Brandon Sawyer               | 2013. május 4.       |
| 5.  | Educational Television                 | Jim Schumann & Eddie Trigueros | Brandon Sawyer               | 2013. május 4.       |
| 6.  | Flipped Out                            | Eddie Trigueros                | Brandon Sawyer               | 2013. május 11.      |
| 6.  | The Wormhole Has Turned!               | Eddie Trigueros                | Brandon Sawyer               | 2013. május 11.      |
| 7.  | The Two Faces of Dr. Cockroach         | Sunil Hall                     | Eddie Guzelian               | 2013. május 18.      |
| 7.  | The Thing with One Brain               | Matt Engstrom                  | Mark Palmer                  | 2013. június 1.      |
| 8.  | Night of the Living Dog                | Matt Engstrom                  | Todd Garfield                | 2013. június 8.      |
| 8.  | Attack of the Movie Night!             | Jim Schumann                   | Gabriel Garza                | 2013. június 15.     |
| 9.  | 98 Pound Cockroach                     | Sunil Hall                     | Mark Palmer                  | 2013. június 22.     |
| 9.  | When Nature Shrieks                    | Sunil Hall                     | John Behnke                  | 2013. június 29.     |
| 10. | Vornicarn                              | Sunil Hall                     | Brandon Sawyer               | 2013. szeptember 14. |
| 11. | It Got Out of Hand                     | Fred Osmond & Jim Schumann     | David Tischman               | 2013. szeptember 28. |
| 11. | The Sound of Fear                      | Fred Osmond & Jim Schumann     | John Behnke                  | 2013. szeptember 28. |
| 12. | The Sorry Syndrome                     | Matt Engstrom                  | Kim Duran                    | 2013. október 4.     |
| 12. | Speak Not the Q Word                   | Sunil Hall                     | Brandon Sawyer               | 2013. október 4.     |
| 13. | Screaming Your Calls                   | Sunil Hall                     | Bill Motz & Bob Roth         | 2013. október 12.    |
| 13. | The Time-Out That Wouldn't End         | Jim Schumann                   | Gabriel Garza                | 2013. október 12.    |
| 14. | Curse of the Man-Beast                 | Sunil Hall                     | Brandon Sawyer               | 2013. október 19.    |
| 14. | It Came From Level Z                   | Sunil Hall                     | John Behnke                  | 2013. október 19.    |
| 15. | Number Seven!                          | Matt Engstrom                  | Brandon Sawyer               | 2013. október 26.    |
| 15. | The Friend Who Wasn't There            | Matt Engstrom                  | Kim Duran                    | 2013. október 26.    |
| 16. | Driven to Madness                      | Matt Engstrom                  | Bill Motz & Bob Roth         | 2013. november 2.    |
| 16. | The Beast From 20,000 Gallons          | Sunil Hall                     | Bob Schooley & Mark McCorkle | 2013. november 2.    |
| 17. | The Sneezing Horror                    | Matt Engstrom                  | Brandon Sawyer               | 2013. november 9.    |
| 17. | Prisoner of the Dark Dimension         | Sunil Hall                     | John Behnke                  | 2013. november 9.    |
| 18. | I Predict Horror                       | Matt Engstrom                  | Katherine Butler             | 2013. november 16.   |
| 18. | Destroy Chickie D!                     | Sunil Hall                     | Mark Drop                    | 2013. november 16.   |
| 19. | The Mystery of Dr. Cutter              | Matt Engstrom                  | Gabriel Garza                | 2013. november 23.   |
| 19. | The Partymobile That Invaded Earth     | Fred Osmond & Jim Schumann     | Brandon Sawyer               | 2013. november 23.   |
| 20. | Ginormicat!                            | Matt Engstrom                  | Gabriel Garza                | 2013. november 30.   |
| 20. | My Monster, My Master                  | Fred Osmond & Jim Schumann     | Bill Motz & Bob Roth         | 2013. november 30.   |
| 21. | It Came From Channel 5                 | Jim Schumann                   | Mark Palmer                  | 2013. december 7.    |
| 21. | It Ruled With an Iron Fist             | Jim Schumann                   | Gabriel Garza                | 2013. december 7.    |
| 22. | This Ball Must Be Dodged               | Fred Osmond                    | Brandon Sawyer               | 2014. január 4.      |
| 22. | It Spoke With Authority                | Matt Engstrom                  | Bill Motz & Bob Roth         | 2014. január 4.      |
| 23. | Debtor Alive!                          | Sunil Hall                     | Gabriel Garza                | 2014. január 18.     |
| 23. | The Grade that Wouldn't Pass!          | Fred Osmond                    | Bill Motz & Bob Roth         | 2014. január 18.     |
| 24. | You Can't Breathe in a Diner in Space! | Matt Engstrom                  | Brandon Sawyer               | 2014. január 25.     |
| 24. | Race to the End...Zone!                | Sunil Hall                     | Gabriel Garza                | 2014. január 25.     |
| 25. | When Luck Runs Out                     | Sunil Hall                     | Devin Bunje & Nick Stanton   | 2014. február 1.     |
| 25. | That Which Cannot Be Unseen            | Fred Osmond                    | Bill Motz & Bob Roth         | 2014. február 1.     |
| 26. | Bride of the Internet                  | Matt Engstrom                  | Brandon Sawyer               | 2014. február 8.     |
| 26. | The Invisible Threat (Also Silent)     | Fred Osmond                    | Frank Rocco                  | 2014. február 8.     |